# Клейнпетер, Ганс
Ганс Клейнпетер (нем. Hans Kleinpeter; 1869—1916) — австрийский философ

, субъективный идеалист, популяризатор махизма, который он эклектически пытался «совместить» с естествознанием.
Признавал себя и Маха солипсистами. Пытался доказать «совместимость» субъективно-идеалистической теории познания Маха с требованиями естествознания. По этому поводу В. И. Ленин заметил в работе «Материализм и эмпириокритицизм»: «Для эклектиков все и вся „совместимо“!»
Основные работы: «Die Erkenntnistheorie der Naturforschung der Gegenwart». — Leipzig, 1905 («Теория познания современного естествознания») и ряд статей в различных журналах.
На русском языке в «Библиотеке современной философии» было напечатано: «Теория познания современного естествознания на основе воззрений Маха, Сталло, Клиффорда, Кирхгоффа, Гертца, Пирсона и Оствальда» (перевод Р. Лемберк; Под ред. и с предисл. П. Юшкевича. — Санкт-Петербург : Шиповник, 1910. — 192 с. — Вып. 4).